# Качанівка (селище)
Качані́вка (раніше Коченівщина) — селище в Україні, в Прилуцькому районі Чернігівської області. Населення становить 48 осіб. Входить до складу Парафіївської селищної громади.

## Географія
Селище Качанівка розташоване на півночі району, на лівому березі безіменної річечки, яка через 5 км впадає в річку Смош. Вище за течією Качанівки примикає село Петрушівка, нижче за течією на відстані 5 км — село Іваниця, на протилежному березі — село Власівка. На річці та її притоках зроблено кілька загат. До села проходить автомобільна дорога Р68. 
Відстань від Чернігова — близько 150 км (автошляхами — 181 км), до Ічні — 21 км (автошляхами — близько 26). Найближча залізнична станція — Ічня на лінії Бахмач — Прилуки Полтавської дирекції залізничних перевезень за 25 км.
Площа селища близько 1 км². Висота над рівнем моря — 160 м.

## Історія
Перша письмова згадка про Качанівку ймовірно міститься в Реєстрі козаків низових запорізьких річкових, які ходили на військову службу з його милістю королем до Москви 1581 року. Реєстр складений під час видачі сукна і грошей останньої чверті року служби. Привіз і виплатив пан Себастіан Недзвідський, слуга милості пана Станіслава Дроєвського, каштеляна перемиського, шафара земель руських, року нинішнього 1581, місяця марця, дня 30. Книга військова 67 Ян Оришовський, поручник козаків низових запорозьких. В Реєстрі під командою 42-го отамана Ілії Дунського значиться козак Іван з Качанівки. 
Вважають, що хутір Качанівка заснований наприкінці XVIII сторіччя (офіційна дата заснування селища 1700 рік, можливо помилкова, а точніше абсолютно умовна).
Також хутір згадується 1744 року. Входив до Ічнянської сотні Прилуцького полку. Першим  власником хутора, який ще не мав назви, був ніжинський грек Хома Мачемач. Після його смерті, дочки 1744 року продали хутір Федору Івановичу Коченівському (звідси й назва), «дворянину і шляхтичу», за 1690 рублів. 1749 Ф. І. Коченівський продав хутір своєму брату секунд-майору Михайлу Коченівському. 1753 року в Качанівці - 1 двір (1 хата) і 4 бездворові хати селян. Від Михайла Коченівського хутір перейшов до президента Малоросійської колегії та генерал-губернатора Малоросії графа Петра Олександровича Рум'янцева-Задунайського.
У 1770-х роках Петро Рум'янцев-Задунайський заснував на хуторі одну з своїх резиденцій. За проектом московського архітектора Карла Бланка український зодчий Максим Мосципанов звів розкішний палац та спланував регулярний парк при ньому. Архітектура палацу цього періоду належить до стилю романтичного напрямку, притаманного спорудам XVIII — поч. XIX століть.
Споруда палацу була одноповерховою з двосвітними центральними залами. Фасади декоровані романтизованими формами численних башточок, увінчаних шатрами, що переходили в шпилі, всебічними уступами та нішами, які загалом асоціювались з архітектурою Сходу, як того забажав замовник — учасник російсько-турецьких воєн.
1808 року Рум'янцев продав маєток поміщику Почеці та його дружині Парасці Андріївні. За нових власників садиба пережила другий будівельний період — палац перебудували у стилі російського класицизму, зведені нові будівлі, закладений пейзажний парк. Після смерті Григорія Яковича в 1824 році маєток успадкував син його дружини від першого шлюбу Григорій Степанович Тарновський, і понад 70 років садиба належала Тарновським.
У Качанівці діяла майстерня кріпачок-вишивальниць, твори яких і досі зберігаються в музеї українського народного декоративного мистецтва у Києві. У XIX столітті в Качанівці бували Микола Васильович Гоголь, Тарас Григорович Шевченко, Василь Іванович Штернберг, який написав тут картину «У Качанівці у Тарновського» і пейзажі Качанівки. Відвідували Качанівку Михайло Максимович, Віктор Забіла, Михайло Глінка (написав у Качанівці романси «Гуде вітер вельми в полі», «Не щебечи, соловейку», Микола Ґе і Ілля Рєпін (працював тут над своїми картинами «Запорожці» і «Вечорниці»), а також П. П. Забіла, Л. М. Жемчужников, О. О. Агін (помер і похований у Качанівці), І. М. Прянішніков, В. Е. Маковський, В. І. Рєзанов, В. Д. Орловський, О. В. Маркович та інші видатні діячі культури.
Василь Тарновський і його син Василь Васильович зібрали велику колекцію пам'ятників української старовини, особистих речей і документів, пов'язані з життям і творчістю Тараса Шевченка. Нині ці матеріали зберігаються в Чернігівському історичному музеї імені Василя Тарновського.
Наступними власниками Качанівки стали відомі цукрозаводчики, колекціонери і меценати української культури Харитоненки. П. Харитоненко придбав маєток за мільйон рублів. Сталося це 29 квітня 1897 року. Причому колишні власники Тарновські ще протягом року продовжували жити в маєтку. Павло Харитоненко одразу після оформлення купчої розгорнув у палаці масштабні перебудовчі роботи, якими керував архітектор Густав Шольц. З п'ятнадцяти споруд у центральній частині садиби, що збереглися до нашого часу, не менше семи збудовані за Харитоненка, а решту існуючих серйозно перебудовано. Значних змін зазнав будинок. У садибу провели електрику й телефон, обладнали водогін і каналізацію. За проектом відомого архітектора А. Білогруда збудовано пташник, телятник, повітку при будинку садівника, китайську альтанку, кегельбан тощо. Всього за Павла Харитоненка на садибі з’явилося щонайменше 12 нових споруд, хоч сам він у маєтку бував рідко. 
Качанівку разом з іншими маєтностями успадкувала Олена Харитоненко. Вона та її чоловік Михайло Олів, живучи в маєтку, запрошували туди мистецьку еліту. Зокрема, там побували К. Петров-Водкін, М. Добужинський, В. Сєров та інші митці. Після націоналізації будику Оліви емігрували. Нині їхні нащадки живуть у Швейцарії.
1918 року садибу Тарнавських націоналізувала радянська влада. У 1925–1933 роках в Качанівці діяла дитяча комуна імені Воровського.
Під час Другої Світової війни в Качанівці розташовувалися евакуаційні госпіталі № 2030 і № 6050, а в повоєнний час — шпиталь для одужуючих інвалідів. Згодом, до 1981 року, садиба Тарнавських використовувалася в оздоровчо-лікувальних цілях — в ній діяв туберкульозний санаторій.

## Населення

### Мова
Розподіл населення за рідною мовою за даними перепису 2001 року:
| Мова       | Відсоток |
| ---------- | -------- |
| українська | 97,92%   |
| російська  | 2,08%    |

## Національний історико-культурний заповідник «Качанівка»
У 1981 році, згідно з постановою ЦК Компартії України та Ради Міністрів УРСР від 24 листопада 1981 року, Качанівку оголосили Державним історико-культурним заповідником.

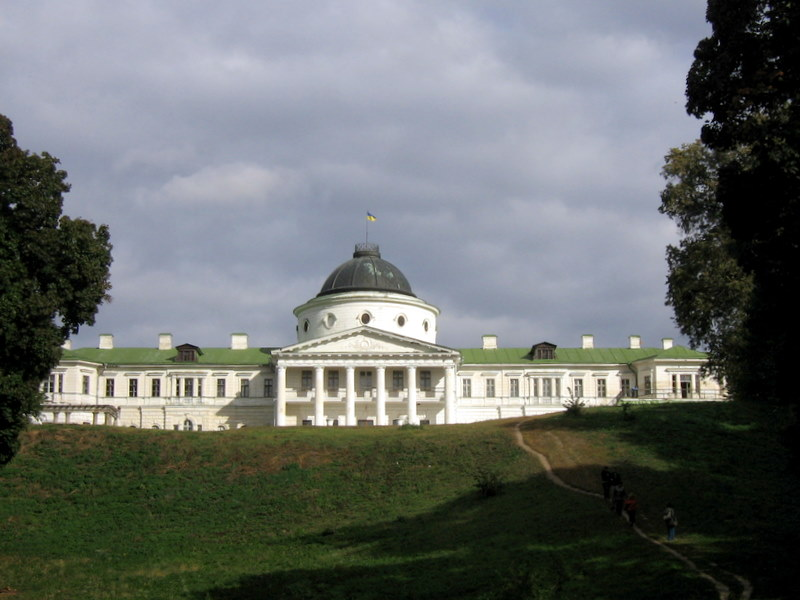
Заповідник «Качанівка». Фасад палацу Тарновських

Основою заповідника є палацовий ансамбль та парк дворянської садиби, яка на сьогодні є єдиною серед українських садиб, що збереглася в комплексі. Урочище Качанівка розкинулось на околиці села на нерівному ландшафті місцевості. Верхнє плато займає палацовий комплекс будівель, які є пам'ятниками архітектури, нижнє — мальовничий парк з 12 ставками, павільйонами, скульптурами, парковими містками, «руїнами», амфітеатром.
27 лютого 2001 року заповіднику указом Президента України надано статус Національного.
У заповіднику проводять наукову, пошукову, дослідницьку, культурно-просвітницьку й експозиційну роботу. Зусиллями нащадків колишніх господарів садиби Тарновських, що проживають у Великій Британії, Німеччині, Києві, створено й активно діє Міжнародне товариство «Друзі Качанівки», яке ставить за мету залучення коштів і спонсорів для відродження палацово-паркового ансамблю та перетворення його на міжнародний культурний центр.
З 2004 року започатковано проведення щорічного літературно-мистецького свята «Качанівські музи». Впорядковано три туристичні маршрути, налагоджено екскурсійне обслуговування, на основі фондових матеріалів створені нові виставки.

## Персоналії
У Качанівці народилися:
- Василь Васильович Тарновський (1837–1899) — громадський і культурний діяч, аматор української старовини, меценат.
- Вікторія Михайлівна Климентовська (1961) — видатна українська поетеса.

У селищі поховані:
- Олександр Олексійович Агін (1817–1875) — художник, один із основоположників російської книжкової ілюстрації.
- Григорій Миколайович Честахівський (1820–1893) — художник, автор спогадів про Тараса Шевченка.
- Михайло Олександрович Гарам (1918–1944) — уродженець Власівки, льотчик-ас, Герой Радянського Союзу.

## Цікаво
- У садибі Тарновських, що являла собою класицистичний палац, гостювали Глинка, Гоголь, Максимович, Шевченко. Тут був пейзажний парк, колекція картин і старожитностей, оркестр.[6]

## Галерея

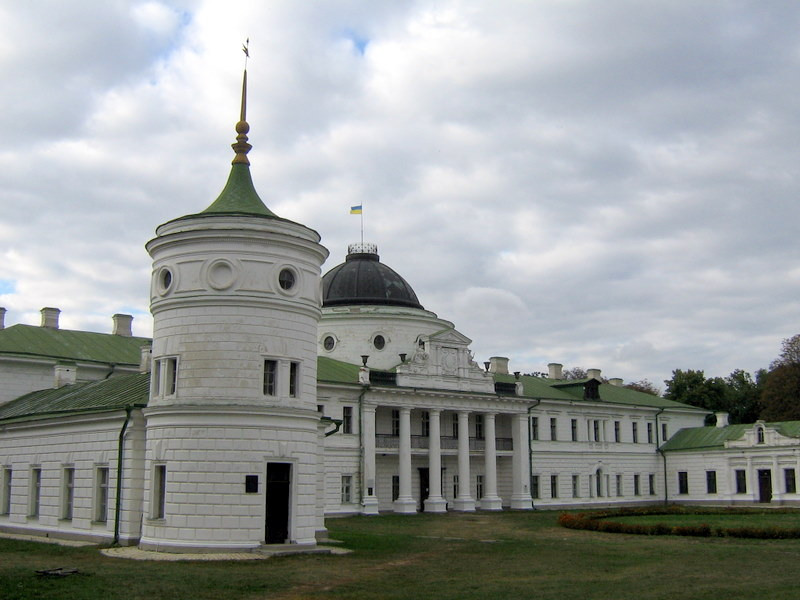
Палац Тарновських
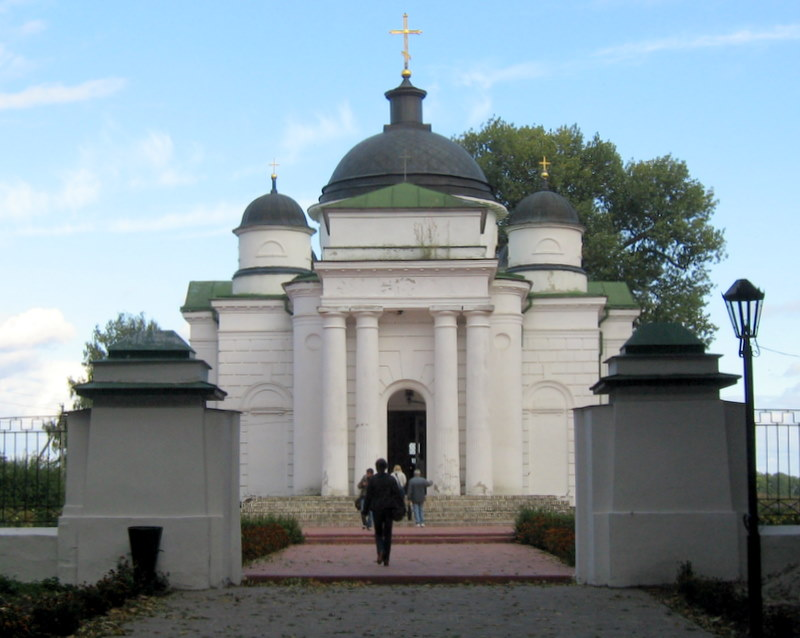
Георгіївська церква
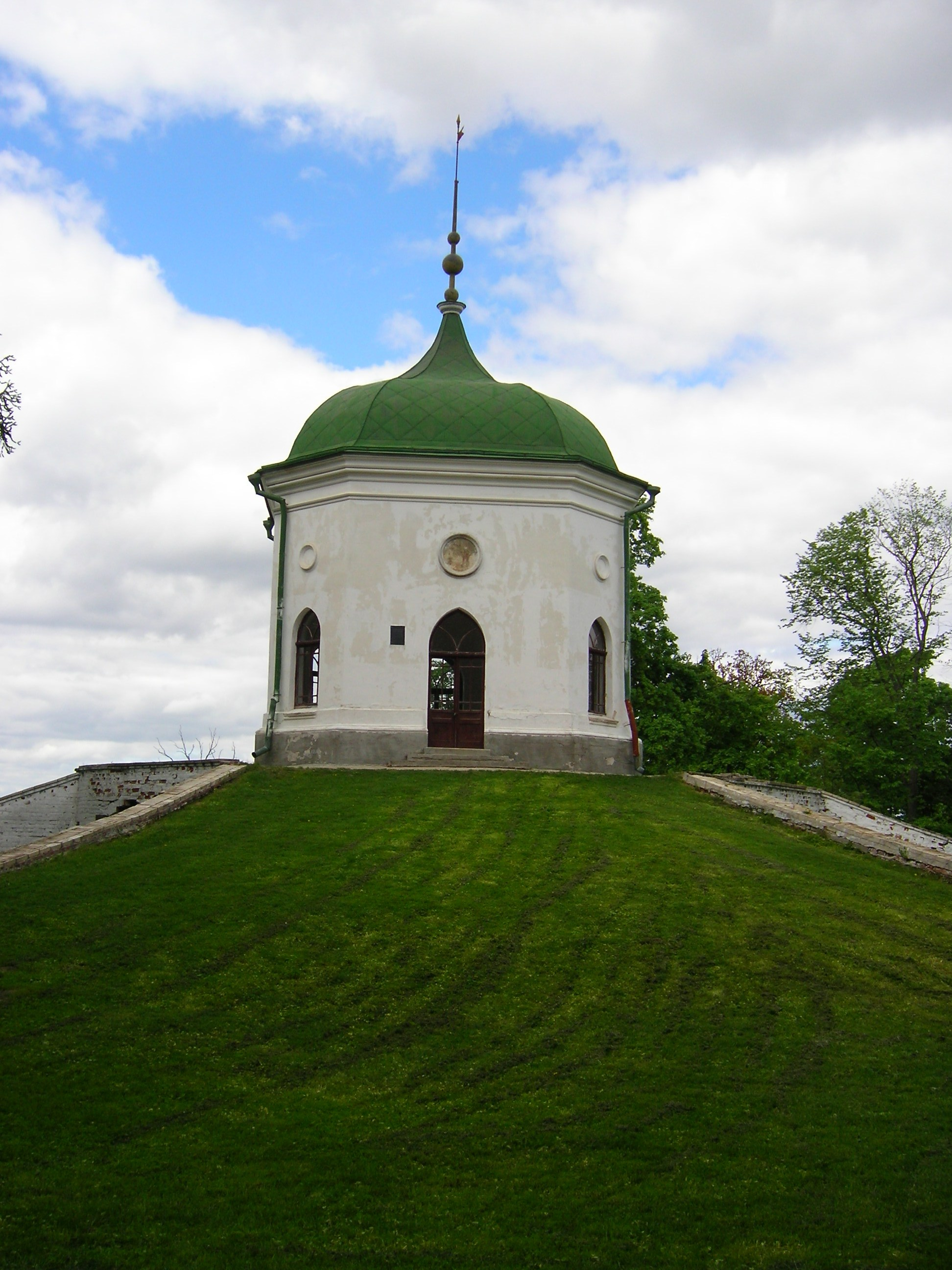
Альтанка М. І. Глінки
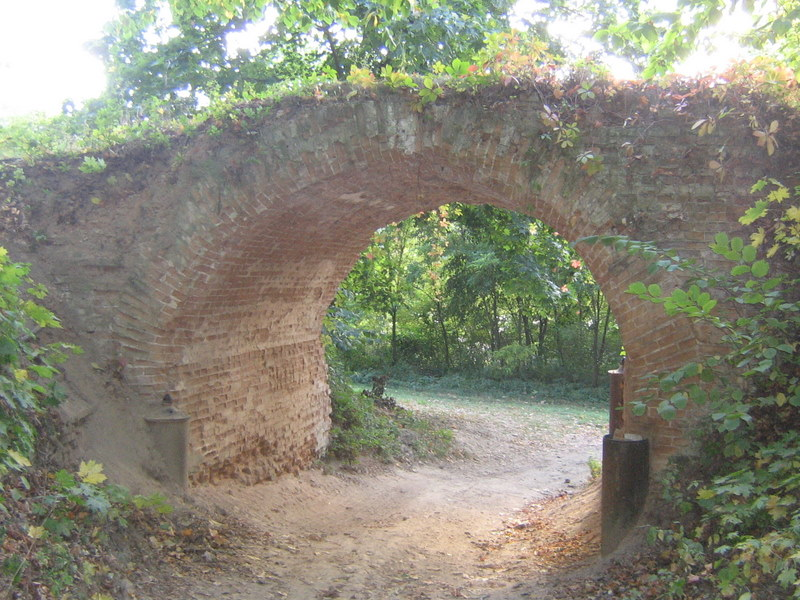
Парк у заповіднику
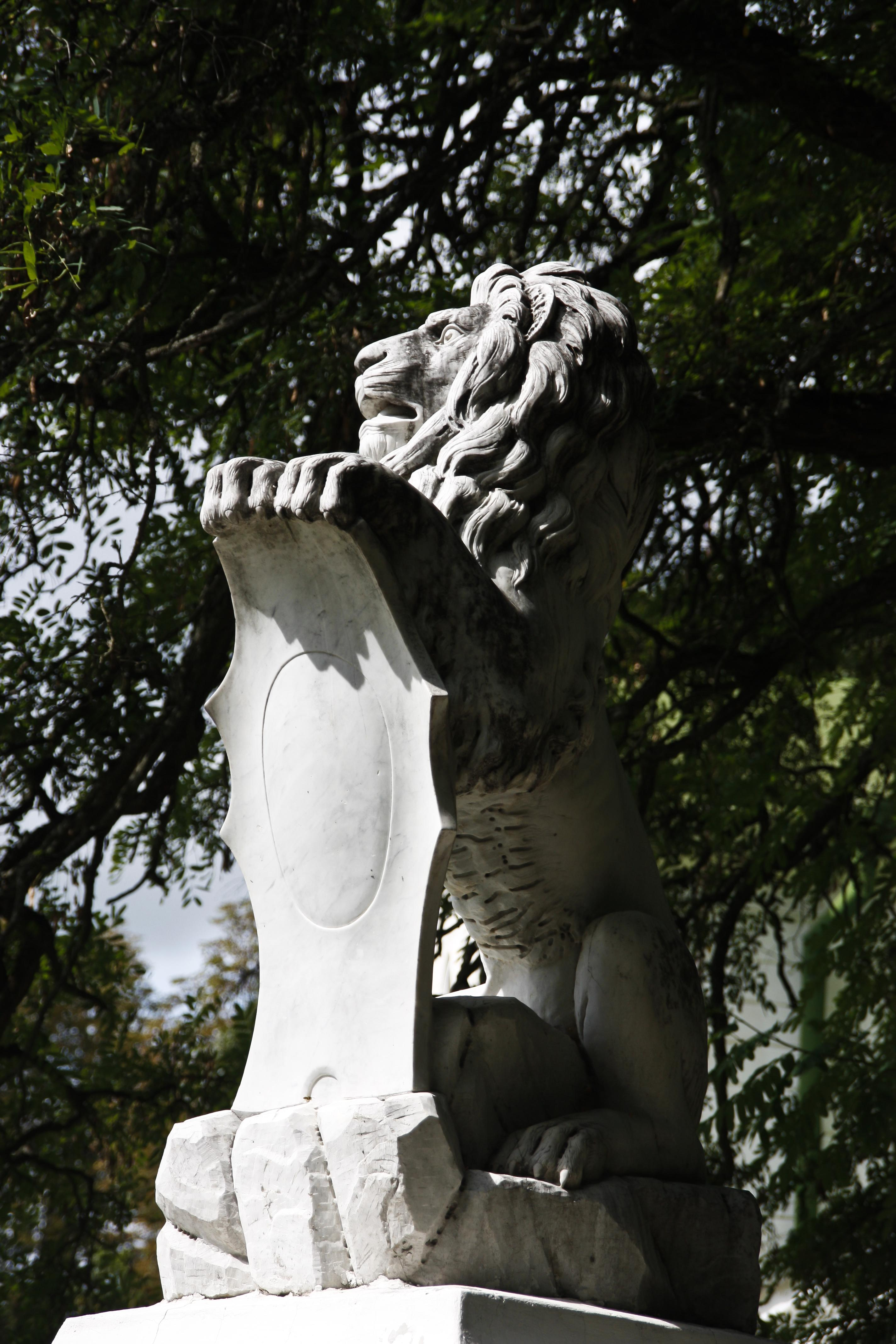
Скульптурна композиція «Геральдичні леви»
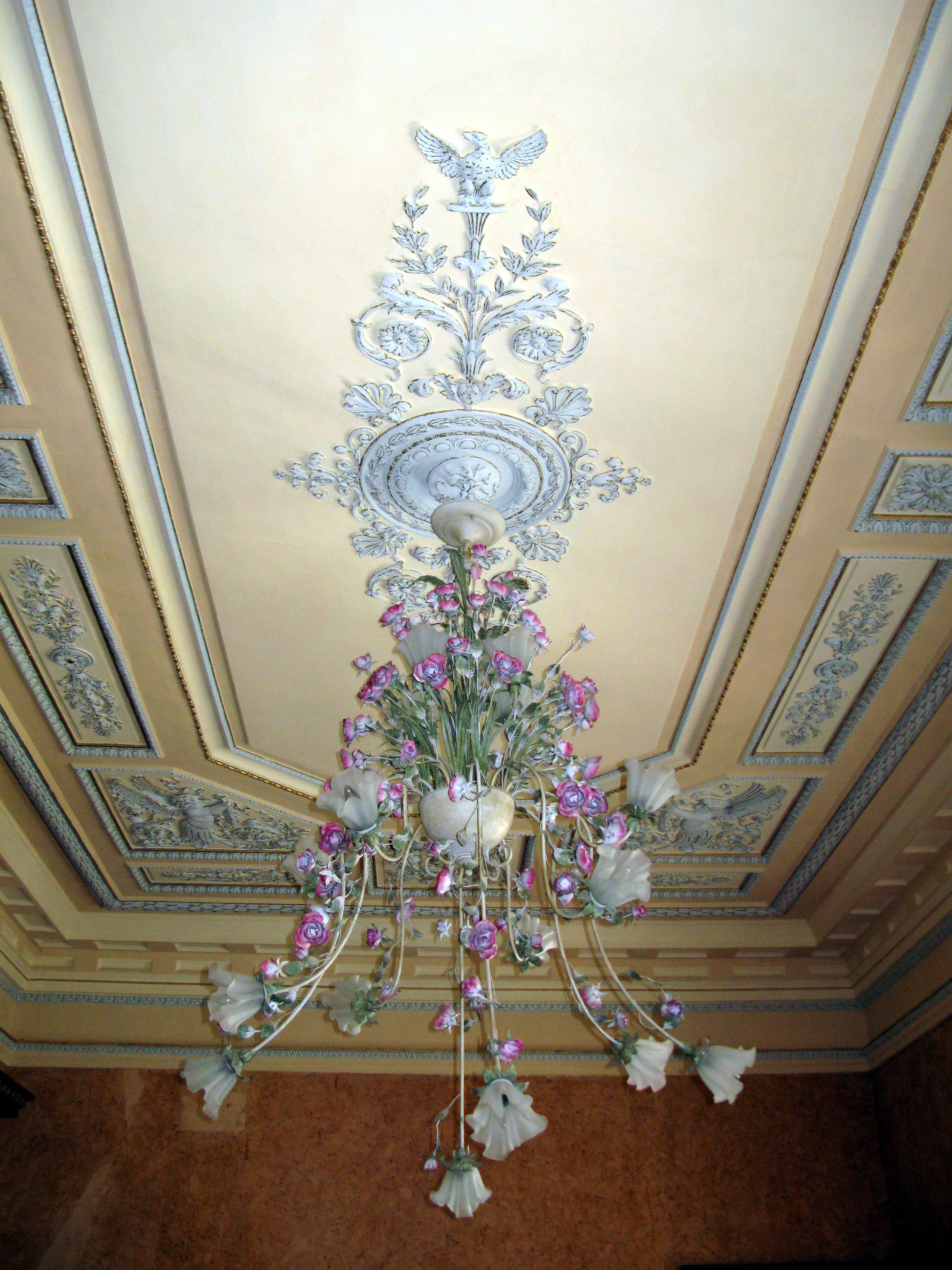
Люстра в палаці
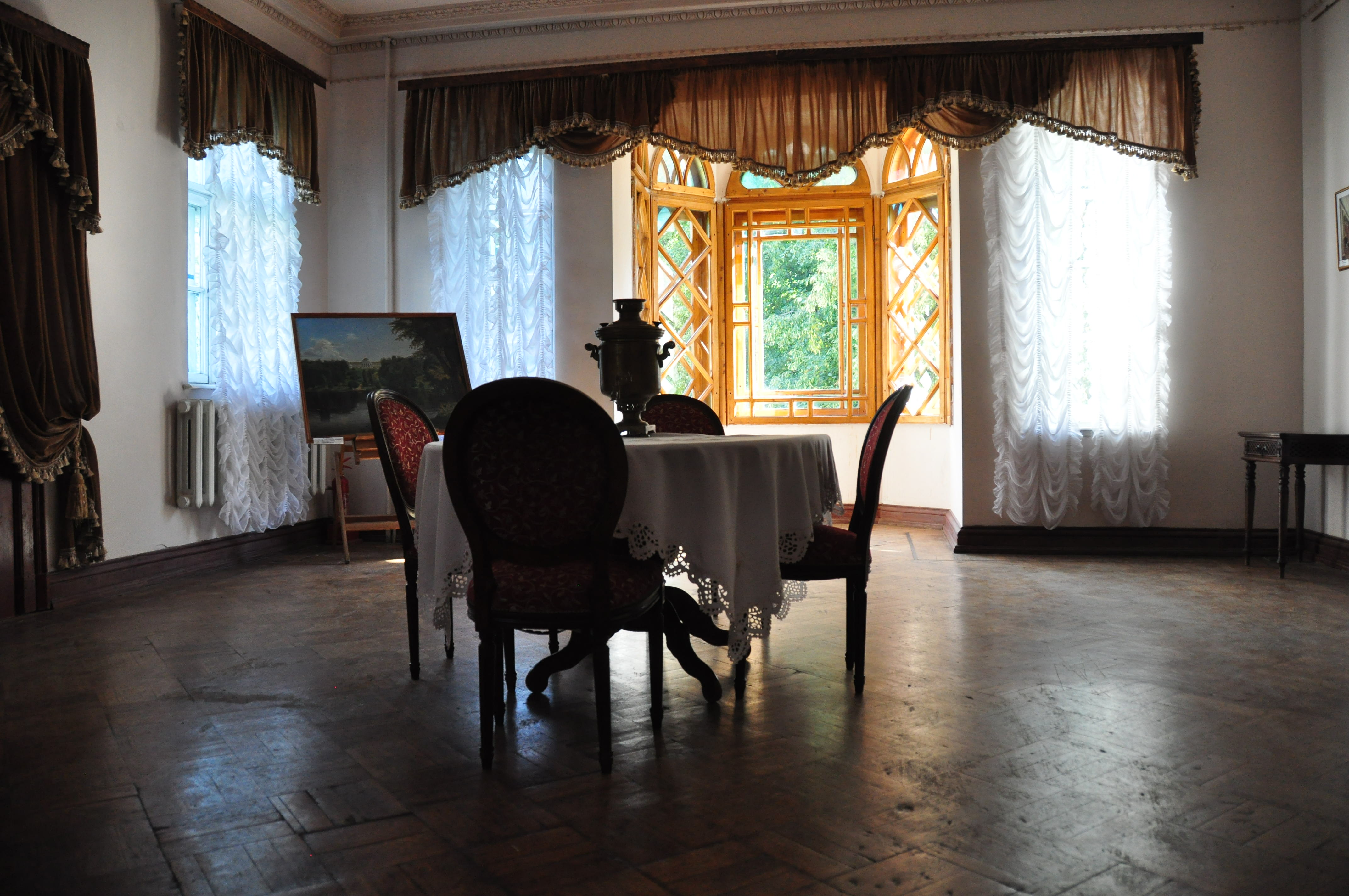
Чайна кімната в садибі Тарновських